# Peter Eggebrecht
Peter Eggebrecht (Berlinchen, 1680 – Dresda, 1738) è stato un ceramista tedesco della manifattura di maioliche di Dresda.

## Biografia
Nacque intorno al 1680 a Berlinchen (Pomerania Occidentale), oggi Barlinek (Polonia). Imparò l'arte della maiolica a Delft, motivo per cui in seguito venne chiamato "l'olandese". Le maioliche di Delf o Delft Blue sono diventate molto famose in tutto il mondo, ma non sono porcellana. Il termine maiolica deriva dalla città italiana di Faenza, dove la ceramica, per la prima volta, è stata rivestita con uno smalto trasparente al piombo. Peter Eggebrecht, "Tornitore di porcellana di Kleinberlinchen", si sposò il 13 settembre 1703 a Berlino con Anna Elisabeth Horn, figlia di Jacob Horn, cittadina e residente a Koepenick.
Nel 1709 chiese a Dresda una concessione per la fabbricazione della maiolica, ma inutilmente. Poi si occupò della cottura del gres rosso. Dal giugno 1710 fu a capo della "Holländischen Rund- und Steinbäckerei", ovvero la manifattura di maioliche di Dresda di Johann Friedrich Böttgers. Böttger aveva già elaborato la ricetta nel 1707. Il 23 giugno 1712 la fabbrica di maiolica fu affittata a Eggebrecht per sei anni. All'inizio era ad Altendresden (oggi Dresden-Neustadt), nella "Bohemian House", ma poi dovette essere trasferita nell'odierna "Kügelgenhaus". Nel gennaio 1718 Eggebrecht acquistò la fabbrica di maioliche, ma in agosto si recò alla corte degli zar, a San Pietroburgo, dove aveva ricevuto un contratto di due anni. Ma per lui non durò molto e dopo i due anni tornò a Dresda. Nel 1721 ebbe il privilegio di produrre maioliche. Nel 1724 si lamentava del pittore di porcellane Johann Gregorius Höroldt di Meißen, che aveva fatto arrabbiare il suo popolo. Fu allora il conte von Schaffgotsch a volerlo portare a Breslavia, nel 1733, con il privilegio per una manifattura di maiolica. Dal 1731 tentò invano di trovare lavoro come ispettore presso la Manifattura di Meißen. Nel 1735 e 1737 si offrì di dimostrare campioni di porcellana. Poi morì di febbre allo stomaco.

## Famiglia
Ad oggi sono noti almeno sette dei suoi figli, la maggior parte dei quali morì prematuramente. Suo figlio Carl Friedrich disse al re, nel 1739, che la produzione era diminuita e che era senza un soldo. Una richiesta di lavoro a Meissen gli fu rifiutata. Una figlia, Johanna Elisabeth Eggebrecht, nata il 15 ottobre 1710 a Dresda, sposò, nel 1732, l'artista di porcellana Johann Joachim Kändler (1706–1775). Johanna Elisabeth fu sepolta accanto a suo marito nel cimitero di Sant'Afra a Meißen nel 1798.